# Live Evolution
Live Evolution è un album dal vivo del gruppo musicale statunitense Queensrÿche, pubblicato nel 2001. 

## Tracce
Disco 1
1. NM 156
2. Walk in the Shadows
3. Roads to Madness
4. The Lady Wore Black
5. London
6. Queen of the Reich
7. Take Hold of the Flame
8. Screaming in Digital
9. I Remember Now
10. Revolution Calling
11. Spreading the Disease (Part I)
12. Electric Requiem
13. Spreading the Disease (Part II)
14. The Mission
15. Suite Sister Mary
16. I Don't Believe in Love
17. My Empty Room
18. Eyes of a Stranger

Disco 2
1. I Am I
2. Damaged
3. Empire
4. Silent Lucidity
5. Another Rainy Night (Without You)
6. Jet City Woman
7. Liquid Sky
8. Sacred Ground
9. Falling Down
10. Hit the Black
11. Breakdown
12. The Right Side of My Mind

## Formazione
- Geoff Tate - voce
- Kelly Gray - chitarra
- Michael Wilton - chitarra
- Eddie Jackson - basso
- Scott Rockenfield - batteria

Altri musicisti
- Pamela Moore - voce aggiuntiva